# Affaire Lucie Blackman
Pour les articles homonymes, voir Blackman.
L'affaire Lucie Blackman est une affaire dans laquelle la Britannique Lucie Blackman a été retrouvée morte après avoir été violée en juillet 2000 à Zushi, dans la préfecture de Kanagawa au Japon. Anciennement hôtesse de l'air chez British Airways, Lucie, 21 ans, est arrivée à Tokyo le 4 mai 2000 et travaillait en tant qu'hôtesse au club Casablanca à Roppongi, plus tard renommé Greengrass.

## Historique des faits
Le 1er juillet 2000, Lucie Blackman disparaît après avoir informé son amie Louise Phillips qu'elle allait à la plage avec un homme à l'occasion d'un dôhan,.
Le 3 juillet, à Zushi dans la préfecture de Kanagawa, Joji Obara est aperçu par ses voisins en train de longer le bord de la mer transportant une pelle et du ciment. Le même jour, Louise reçoit l'appel d'un homme qui affirme que Lucie a intégré un groupe religieux et qu'elle ne la reverra pas. Inquiète, elle dépose une demande de recherches auprès de la police.
Le 4 juillet, la sœur de Lucie, Sophie, s'envole pour Tokyo afin de partir à la recherche de cette dernière, suivie de près par Tim Blackman, le père de la famille. Ils souhaitent lancer une campagne médiatique de grande envergure et interpellent notamment le Ministre des Affaires Etrangères de l'époque Robin Cook qui se trouvait à ce moment au Japon. Celui-ci demande à la population japonaise de se mobiliser pour retrouver Lucie.
Le 6 juillet, la police reçoit un appel du gérant de l'immeuble où habite Obara affirmant qu'un locataire avait fait beaucoup de bruit dans son logement la veille.
Le 13 juillet, Tim Blackman, rencontre l'ancien Premier Ministre britannique Tony Blair, en visite officielle au Japon, qui s'engage à apporter son aide à l'affaire. Quelques heures plus tard, celui-ci mentionne la disparition de Lucie durant son entrevue avec l'ancien premier ministre japonais Yoshirō Mori, ce qui permet à l'affaire d'être largement exposée dans les médias. Un numéro d'information est mis en place par Sophie et Tim avec l'aide d'expatriés britanniques et un homme d'affaires anonyme met à disposition 100 000 livres sterling en guise de récompense.
Le 20 juillet, le commissariat d'Azabu reçoit une lettre écrite au nom de Lucie disant qu'elle aurait disparu volontairement.
Fin septembre, le Bureau des enquêtes criminelles du Département de la Police métropolitaine de Tokyo et le commissariat d'Azabu annoncent publiquement être à la recherche du président d'une société de gestion immobilière qui était un habitué du club où travaillait la victime. On découvre alors que deux nouvelles filles d'origine étrangère que fréquentait Lucie sont portées disparues. Trois autres affirment s'être réveillées dans le lit d'Obara, malades, sans pouvoir se souvenir de la nuit passée. Plusieurs d'entre elles auraient dénoncé Obara à la police de Roppongi mais leurs requêtes auraient été ignorées.
Le 12 octobre, Obara est arrêté pour soupçons d'agression sexuelle dans le cadre d'une autre affaire. Plus tard, la police entreprend des fouilles dans l'appartement du suspect ainsi que dans son canot à moteur, près de la côte.
Le 17 novembre, quelques jours après qu'il a avoué avoir rencontré Lucie mais nié tout implication dans sa disparition, Obara est à nouveau arrêté. Le même jour, le Bureau des procureurs du district de Tokyo poursuit Obara pour le viol de Lucie devant le tribunal du district de Tokyo. Afin d'effectuer un test ADN, le Département de la Police métropolitaine de Tokyo demande à la famille Blackman de fournir un cheveu de Lucie.
Le 26 janvier 2001, Obara est à nouveau arrêté pour le viol et le meurtre présumés de l'Australienne Carita Ridgway.
Le 9 février, le corps de Lucie est retrouvé démembré dans une baignoire enterrée au fond d'une grotte en bord de mer dans la ville de Zushi, non loin de l'appartement d'Obara. Le corps avait été découpé en huit morceaux, sa tête avait été rasée puis recouverte de béton, et l'état de décomposition était trop avancé pour pouvoir distinguer la cause du décès.

## Profil du criminel
Joji Obara (織原 城二, Obara Jōji) est né en 1952 à Osaka sous le nom coréen Kim Sung Jong (hangeul : 김성종; hanja: 金聖鐘), fils de parents zainichi. Son père passe d'immigrant pauvre à acquéreur de diverses sociétés immobilières, de parking, de taxis et de pachinko. Obara grandit en milieu aisé. Il perd son père à l'âge de 17 ans et partage un héritage conséquent avec ses deux frères et sa mère. Richard Lloyd Parry émet l'hypothèse que son enfance gâtée dans une famille d'immigrants pauvre devenue riche a pu avoir une influence sur ses crimes, mais que cela ne peut pas complètement en expliquer la cause car « nombreux sont ceux qui ont un passé similaires ».
Monté seul à la capitale pour entrer au Lycée Keiō, il vit avec une femme de ménage dans une maison offerte par son père à Den-en-chōfu. De 1969, durant ses années lycée, jusqu'en 1995, il tient un cahier dans lequel il recense les quelque 209 viols qu'il a commis sur des femmes inconscientes en précisant le moyen utilisé : alcool, chloroforme, somnifères, etc.. Il enregistre également des centaines de ses viols sur des cassettes vidéo.
En 1971, il change de nationalité et passe de Sud-Coréen à Japonais. Après l'obtention de son diplôme d'études secondaires, il est recommandé pour entrer à l'Université Keiō mais décline pour s'inscrire à l'Université Komazawa. Il part ensuite étudier aux États-Unis et en Suède durant trois ans. Il rentre au Japon vers 1974 et entre à la Faculté de droit de l'Université Keiō, où il obtient un diplôme en théorie du droit et en science politique.
Lorsqu'il entre dans la trentaine, ses affaires familiales dans le stationnement et l'immobilier sont à leur apogée. Il y a également une période durant laquelle son actif total atteint les 4 milliards de yens. Cependant, ses affaires étaient déjà en déclin avant son arrestation en 2000 dans le cadre de l'affaire Lucie Blackman. En plus de la saisie temporaire de son domicile en 1999, plusieurs de ses propriétés sont mises sous séquestre au cours des dix-huit mois avant son arrestation. Avant cela, il avait reçu une première amende pour un accident de la route en 1983 dans lequel il avait heurté l'arrière d'une voiture puis une seconde en 1998 pour des faits de voyeurisme dans les toilettes des femmes sur la plage de Shirahama dans la préfecture de Wakayama, sans compter ses condamnations antérieures pour des faits similaire de délits sexuels,.

### Origine ethnique
De nationalité sud-coréenne, Obara obtient la nationalité japonaise en 1971 à l'âge de 21 ans. En ce qui concerne la discrimination liée aux minorités ethniques au moment où le verdict de culpabilité a été rendu, l'écrivain Richard Lloyd Parry dénonce dans Dévorer les Ténèbres le caractère raciste du rapprochement inconsidéré qui a été fait entre les origines et les crimes d'Obara. À cela, il ajoute que « les organes de presse japonais deviennent particulièrement nerveux lorsqu'il est question des origines des personnes étrangères vivant au Japon. » D'après lui, « le fait qu'Obara soit d'origine sud-coréenne et coupable dans cette affaire sont deux faits parmi d'autres à propos desquels les lecteurs peuvent être informés sans que ce soit problématique ». Parry tient également les propos suivants : « cependant, puisqu'Obara est né et a grandi au Japon, ce pays n'a-t-il pas sa part de responsabilité également ? » Il commente l'incompétence de la police japonaise par rapport à l'enquête dans cette affaire mais également les conditions dans lesquelles l'information concernant les origines d'Obara a été transmise : « j'ai réalisé qu'il y avait des tabous dans la société japonaise ».
D'après Laura Miller du magazine Salon.com, « les Japonais ont imputé le comportement récalcitrant d'Obara à ses origines sud-coréenne ». Ce dernier refusait qu'on le prenne en photo même après son arrestation.

## Procès et verdict
Obara est poursuivi par le Bureau des procureurs du district de Tokyo devant le tribunal du district de Tokyo pour le viol de dix femmes, quatre de nationalité japonaise et six de nationalité étrangère dont Lucie Blackman, mais également pour le meurtre de deux d'entre elles (Lucie Blackman et Carita Ridgway). Le procès compte 61 audiences depuis la première en décembre 2000 jusqu'au verdict du 24 avril 2007.

### Première instance - Tribunal du district de Tokyo
Le Bureau des procureurs du district de Tokyo requiert une peine de réclusion à perpétuité pour l'accusé, déclaré coupable au vu de l'accumulation de preuves circonstancielles concernant notamment ses actes envers Lucie Blackman avant sa disparition et la découverte de ciment dans l'appartement de l'accusé du même type que celui qui avait été utilisé pour recouvrir le corps,.
En septembre 2006, Tim Blackman révèle avoir accepté 100 millions de yens de la part d'un proche de l'accusé en guise de mimaikin, une décision vivement critiquée par Jane Steare, son ex-femme.
Le 24 avril 2007, le tribunal du district de Tokyo condamne l'accusé à la réclusion à perpétuité. Le tribunal du district de Tokyo le reconnaît coupable du viol des neuf autres filles ainsi que du meurtre de l'une d'elles, Carita Ridgway, mais le déclare innocent en ce qui concerne l'affaire Lucie Blackman en raison de la persistance d'un doute raisonnable ».
Le Bureau des procureurs du district de Tokyo et l'accusé font alors appel du jugement devant la Haute Cour de Tokyo,.

### Procès en appel - Haute Cour de Tokyo
Le 25 mars 2008, lors de la première audience du procès en appel, la défense plaide l'innocence de l'accusé concernant chaque crime auquel il avait été associé mais également le meurtre de Carita Ridgway. Les procureurs réclament le verdict de culpabilité.
En juillet 2008, il est révélé que l'accusé avait également offert 100 millions de yens en guise de mimaikin à la famille de Carita Ridgway, dont il avait été reconnu coupable du meurtre en première instance, affirmant cependant que cela ne le liait en aucun cas au meurtre.
Le 16 décembre 2008, lors de l'audience finale du procès en appel, la Haute Cour de Tokyo casse le jugement de première instance et condamne à nouveau l'accusé à la réclusion à perpétuité. Elle ne le reconnaît coupable ni de viol ni de meurtre dans le cadre de l'affaire Lucie Blackman, mais d'enlèvement dans le but de commettre un acte obscène, de tentative de viol, de démembrement et d'abandon de cadavre.
L'accusé et ses avocats forment un pourvoi en cassation devant la Cour Suprême.

### Pourvoi en cassation - Cour Suprême
Le 7 décembre 2010, la Cour Suprême rejette le pourvoi en cassation de l'accusé et décide de maintenir la réclusion à perpétuité en faveur du jugement du procès en appel.
Au Japon, la libération conditionnelle est généralement possible après 30 ans de peine accomplie. En comptant les années déjà passées en détention depuis son arrestation en 2000, Obara pourrait être libéré en 2030. Il aurait alors 78 ans.

## Procès intentés par l'accusé
En janvier 2008, avant le début de la seconde instance, Obara intente un procès contre le libraire-éditeur de Manga Kenkanryū (マンガ 嫌韓流, La Vague anti-Coréens), à savoir Shinyusha Co., Ltd. ainsi que son auteur Sharin Yamano. Pour les raisons suivantes :
1. Dans le troisième tome de Manga Kenkanryū, publié le 28 août 2007, il est écrit à la page 187 : « Entre février 1992 et juillet 2000, Obara a emmené dans son appartement dix filles blanches qu'il a violées après leur avoir fait perdre connaissance. Il est déclaré coupable du meurtre de deux de ces filles », alors que selon le jugement il ne serait responsable que d'un seul meurtre
2. Il n'a pas été écrit explicitement que le verdict de culpabilité n'était pas encore la décision finale à l'époque
3. Il était également écrit : « Non, en réalité... c'était un zainichi à l'origine ». Or, écrire cette information dans un contexte d'anti-coréanisme revient à diffamer le plaignant (la violation de la vie privée a également été revendiquée)

Il réclame 50 millions de yens de dommages et intérêts ainsi que la suppression de la description précédemment évoquée à la page 187 du troisième tome de Manga Kenkanryū,. Yamano a reconnu que la partie concernant le meurtre de deux filles était une « simple erreur » mais s'est opposé au reste : « puisque la réputation sociale d'Obara était déjà au plus bas à cette époque, on ne peut pas dire que ces termes lui auraient nui davantage ». Il a également déclaré : « le fait que le verdict de culpabilité n'était que le jugement en première instance avait été largement annoncé, c'était donc évident ». « En quoi est-ce diffamatoire de mentionner la nationalité d'une personne ? A-t-il honte d'avoir été un zainichi ? Sa réflexion est étrange » , s'est-il défendu par rapport au fait qu'il avait écrit que « c'était un zainichi à l'origine ».
« J'ai l'impression qu'il y a une organisation derrière tout ça », « il est possible que je sois harcelé au bureau ou y reçoive des protestations en masse », ce sont les raisons invoquées par l'avocat de Yamano lors du premier procès au moment de son départ. Yamano a dû embaucher un nouvel avocat.
Le 18 septembre 2008, les revendications du plaignant sont approuvées par le tribunal du district de Tokyo, à l'exception du deuxième chef d'accusation. Yamano et les autres accusés sont condamnés à payer 800 000 yens de dommages et intérêts, mais la demande de suppression de la description est rejetée.
Le 5 mars 2009, la Haute Cour de Tokyo ordonne le règlement de 200 000 yens à Yamano et les autres accusés. La Haute Cour de Tokyo ne peut affirmer que les origines zainichi du plaignant étaient largement connues vers la fin du mois d'août 2007 et reconnaît que les propos de Yamano sont assimilés à une violation de la vie privée. Elle juge également que s'agissant d'une personne condamnée dans une affaire de grande importance, il y a plus d'avantages à révéler ses origines ethniques qu'à ne pas le faire. Par la suite, le plaignant a renoncé former un pourvoi en cassation devant la Cour Suprême, rendant définitif le jugement prononcé par la Haute Cour. Ces faits ont été écrits dans le quatrième tome de Manga Kenkanryū, mais Yamano a précisé : « la moitié des droits d'auteur sont passés dans le coût du procès de [nom dans le texte original] et en ajoutant à cela les frais de l'assistant, il n'y a eu aucun bénéfice. Les comptes se sont plus ou moins retrouvés à zéro. Je tiens toutefois à rappeler que le libraire-éditeur a pris en charge bien plus de frais pour ce procès ».
Par ailleurs, Obara (encore accusé à l'époque) a intenté un procès pour diffamation contre le magazine Shūkan Shinchō et a demandé la rectification de certains propos sur le blog du Kasumikko Club. Richard Lloyd Parry a également été poursuivi pour diffamation lorsqu'il travaillait pour le journal The times. La plainte concernait « l'information sans fondement selon laquelle l'accusé se serait déshabillé et agrippé au lavabo de sa cellule au centre de détention de Tokyo en refusant de se rendre à sa comparution » et 30 millions de yens de dommages et intérêts lui ont été réclamés à l'époque. Bien que Parry a gagné le procès, le journal The times a été contraint de prendre en charge environ 12 millions de yens de frais d'avocat. Obara fait faillite en 2004 avec une dette s'élevant à 23,8 milliards de yens malgré le fait que sa famille, à la tête de plusieurs entreprises de taxi et salles de pachinko, a pris en charge une bonne partie des frais de justice, entre autres,.

## La campagne «fausses accusations» des faux-nez de l'accusé
À la suite de l'évaluation des preuves circonstancielles suivantes :
1. la présence de la victime dans l'appartement du suspect où des cheveux, entre autres, ont été retrouvés,
2. l'acquisition notamment d'une tronçonneuse et de ciment juste après la mort de la victime ayant supposément servi à supprimer et abandonner le corps,
3. des recherches internet faites sur l'ordinateur du suspect juste après la mort présumée de la victime concernant les méthodes de traitement des cadavres,
4. en raison de la destruction avancée du corps, le fait de ne pas avoir pu déterminer la cause du décès malgré la détection de métabolites de somnifère ni retrouver de drogue ou d'ADN du suspect,
5. une tendance criminelle similaire entre l'affaire Lucie Blackman et les neuf autres affaires dans lesquelles le suspect est impliqué,
6. le fait de ne pas avoir découvert de cassette vidéo dans laquelle étaient filmées les violences infligées à la jeune femme après avoir été droguée comme c'était le cas dans les neuf autres affaires,
7. la haute probabilité que le suspect soit à l'origine de l'appel passé à l'amie de Lucie visant à faire croire qu'elle était encore en vie peu de temps après sa mort présumée,

et face au manque de preuves directes, en septembre 2006, un site web intitulé « La Vérité sur l'affaire Lucie » (ルーシー事件の真実, Ru-shi-jiken no shinjitsu) est fondé au nom de l'« Équipe en quête de la vérité » (真実究明班, Shinjitsu kyūmei han),,. En 2007, la maison d'édition Asukashinsha publie un livre intitulé Documentaire : la Vérité sur l'affaire Lucie (ドキュメンタリー ルーシー事件の真実, Dokyumentarī Rūshī jiken no shinjitsu) au nom de l'« Équipe en quête de la vérité de la vérité sur l'affaire Lucie » (ルーシー事件真実究明班, Ru-shi-jiken shinjitsu kyūmei han). Tous deux remettent en cause les preuves des procureurs et revendiquent la possibilité qu'Obara (encore accusé à l'époque) ait pu être faussement accusé.
Dans « Documentaire : la Vérité sur l'affaire Lucie », il est écrit à la page 31 : « Les chercheurs de vérité [...] comprennent des journalistes, des professeurs de droits, des membres de la magistrature et même d'anciens procureurs », mais la réalité est que ce livre a été publié par l'avocat lui-même d'Obara à la demande de ce dernier. Asukashinsha l'a perçu comme un livre écrit sous les ordres et la direction de l'accusé.
En février 2010, Asukashinsha intente une action civile contre Obara et son avocat Akira Tsujishima, exigeant le règlement de 13 146 481 yens impayés. La plainte indique que dans le cadre des activités liées la campagne censée faire tourner à leur avantage cette affaire criminelle, les accusés ont eu recours à des sous-traitants afin de faire éditer le livre Documentaire : la Vérité sur l'affaire Lucie ou encore d'en faire la publicité. Il est écrit dans cette plainte qu'« afin de prétendre que cette campagne est l'œuvre d'une partie neutre, l'accusé affirme que les responsables de cette campagne sont une organisation spécifique composée de tierces personnes [...]. Mais, il est inutile de préciser que les chercheurs de vérité ne sont ni une personne morale avec une personnalité juridique, ni [...] une association sans existence juridique. En réalité, il ne s'agit que de simples individus, comme l'accusé. »
Le site web « La Vérité sur l'affaire Lucie » a mis en ligne des extraits du journal intime de la victime, des documents signés par sa famille ainsi que les notes sténographiques de certaines audiences sans l'autorisation du tribunal. La Préfecture de Police a envisagé d'intenter une action en justice, mais les serveurs du site étant localisés en Australie sur l'île Christmas et non sur le territoire japonais, l'enquête n'a pas pu avoir lieu.

### Ressources audiovisuelles
En français :
- « Le meurtre de Lucie Blackman » dans Ces crimes qui ont choqué le monde (S02E08) en 2009 sur Numéro 23, RMC Découverte et Investigation.
- Disparue à Tokyo : L'affaire Lucie Blackman, documentaire Netflix mis en ligne en 2023.

En anglais :
- Vanished in Japan, documentaire diffusé en 2008 sur ABC News.
- Épisode 107 de l'émission Casefile True Crime Podcast diffusé en 2019.